# Saul Kaatz
Saul Kaatz (ur. 5 stycznia 1870 w Swarzędzu, zm. w maju 1942 w obozie Auschwitz II – Birkenau) – rabin działający w Zabrzu, filozof.

## Życiorys
Saul Kaatz urodził się 5 stycznia 1870 roku w Swarzędzu, w ortodoksyjnej rodzinie żydowskiej. Uczył się w szkole rabinackiej, po czym ukończył studia w Żydowskim Seminarium Teologicznym w Berlinie. W 1891 roku został doktorem filozofii. Krótko pracował w Berlinie, po czym w 1895 roku został rabinem w Zabrzu. Na początku XX w. prowadził lekcje poświęcone judaizmowi w Gimnazjum Męskim w Zabrzu, tym samym należał do grona pierwszych nauczycieli w pruskich szkołach, którzy zajmowali się nauczaniem tej materii. Znaczący uczony ortodoksyjny. Był indywidualistą, który nierzadko popierał idee idące w kontrze do konserwatywnego rabinatu. Regularnie publikował na łamach „Jeschurun” oraz „Israelit”, pisał także opowiadania i sztukę. Na początku lat 30. XX w. otwarcie sprzeciwiał się metodom zastraszania mniejszości żydowskiej na Śląsku przez niemiecki rząd. Odrzucił możliwość emigracji. Zginął w maju 1942 roku w komorze gazowej obozu koncentracyjnego Auschwitz II – Birkenau.

## Wybrana twórczość
- Die Scholien des Gregorius Abulfaragius Bar Hebraeus zum Weisheitsbuch des Josua ben Sira nach der vier Handschriften des Horreum mysteriorum, 1892
- Das Wesen des jüdischen Religionsunterrichts, 1904
- Die Wesen des prophetischen Judentums, 1907[1][3]
- Abraham Geigers religioeser Charakter, 1911[3]
- Alter Vogel, eine judische Novella, 1919
- Talmudisch-rabbinische Sätze über Rechtsbeziehungen zu Nicht Juden, 1924[1]